# Oxyhydroxyde de fer(III)
Pour les articles homonymes, voir Hydroxyde de fer.
L’oxyhydroxyde de fer(III), ou oxohydroxyde de fer(III),  est un composé chimique de formule FeO(OH) sous forme anhydre. Il s'agit d'un oxyde hydroxyde de fer à l'état d'oxydation +3. Il existe également sous forme hydratée FeO(OH)·nH2O ; le monohydrate FeO(OH)·H2O peut également être décrit comme l'hydroxyde de fer(III) Fe(OH)3, et est également appelé oxyde de fer hydraté ou oxyde de fer jaune.
L'oxyhydroxyde de fer(III) existe sous plusieurs formes minérales :
- goethite α-FeO(OH), de structure orthorhombique,
- akaganéite ß-FeO1-a(OH)1+aXa, où X est souvent un ion chlorure Cl−,
- lépidocrocite γ-FeO(OH), assez rare dans le milieu naturel,
- feroxyhyte δ-FeO(OH), variété de haute pression qu'on trouve notamment au fond des océans,
- limonite, agrégat microcristallin d'oxydes et d'hydroxydes de fer hydratés, composant principal du chapeau de fer.